# یون هاریسون
یون هاریسون (سوئدی: John Harryson؛ ‏ ۱۷ آوریل ۱۹۲۶ – ۲۸ نوامبر ۲۰۰۸) بازیگر، صداپیشه و خواننده اهل سوئد بود.
از فیلم‌ها یا سریال‌های تلویزیونی که وی در آن نقش داشته‌است، می‌توان به مادربزرگ و پروردگارمان و تابستان با مونیکا اشاره کرد.